# Vol 2933 de LaMia
El vol 2933 de LaMia va ser un vol xàrter que provenia de Santa Cruz de la Sierra, Bolívia, que es va estavellar en una zona muntanyosa del municipi de La Unión, quan s'aproximava a l'Aeroport José María Córdova de Medellín, Colòmbia, el 28 de novembre de 2016 a les 10:00 pm (hora local de Bogotà, UTC-5). En el vol viatjaven 77 persones de les quals van sobreviure 6. Entre els passatgers, es trobava el planter de l'Associação Chapecoense de Futebol, l'equip de futbol de Chapecó, ciutat de 200.000 habitants del sud de Brasil. Estava previst que l'aeronau aterrés a Medellín a les 02.30 h (hora catalana) però es va perdre el contacte amb la torre de control prop del municipi de La Ceja per ser trobada en una zona muntanyosa anomenada Cerro Gordo.